# Trofeo Banca Popolare di Vicenza 2017
La 69e édition du Trofeo Banca Popolare di Vicenza a eu lieu le 2 avril 2017. Elle fait partie du calendrier UCI Europe Tour 2017 en catégorie 1.2U.

## Présentation

### Équipes
| WorldTeam- Orica-Scott Équipes continentales (4)- Uno-X Hydrogen Development - Astana City - GM Europa Ovini - Dimension Data for Qhubeka Équipe amateur- Palazzago-Pala Fenice Franchini Équipes régionales et de clubs (3)- Colpack - Zalf Euromobil Désirée Fior - Hopplà-Petroli Firenze |
| |

## Classements

### Classement final
La course est remportée par l'Ukrainien Mark Padun.
| \| Classement général \| Classement général \| Classement général \| Classement général \| Classement général \| \| Coureur \| Coureur \| Pays \| Équipe \| Temps \| \| ------------------ \| --------------------- \| ------------------ \| ------------------------------- \| ------------------ \| \| 1er \| Mark Padun \| Ukraine \| Colpack \| 4 h 24 min 27 s \| \| 2e \| Seid Lizde \| Italie \| Colpack \| + 24 s \| \| 3e \| Aleksandr Riabushenko \| Biélorussie \| \| + 37 s \| \| 4e \| Nicola Conci \| Italie \| Zalf Euromobil Désirée Fior \| + 37 s \| \| 5e \| Gabriele Giannelli \| Italie \| Hopplà-Petroli Firenze \| + 37 s \| \| 6e \| Francesco Romano \| Italie \| Palazzago-Pala Fenice Franchini \| + 37 s \| \| 7e \| Alessandro Fedeli \| Italie \| Colpack \| + 37 s \| \| 8e \| Paolo Baccio \| Italie \| \| + 37 s \| \| 9e \| Giovanni Carboni \| Italie \| Colpack \| + 37 s \| \| 10e \| Lorenzo Fortunato \| Italie \| Hopplà-Petroli Firenze \| + 37 s \| |                       |             |                                 |                 |
| |                       |             |                                 |                 |
| Sources : ProCyclingStats Cycling Quotient Cycling Archives |                       |             |                                 |                 |
| Classement général |                       |             |                                 |                 |
| Coureur | Coureur               | Pays        | Équipe                          | Temps           |
| 1er | Mark Padun            | Ukraine     | Colpack                         | 4 h 24 min 27 s |
| 2e | Seid Lizde            | Italie      | Colpack                         | + 24 s          |
| 3e | Aleksandr Riabushenko | Biélorussie |                                 | + 37 s          |
| 4e | Nicola Conci          | Italie      | Zalf Euromobil Désirée Fior     | + 37 s          |
| 5e | Gabriele Giannelli    | Italie      | Hopplà-Petroli Firenze          | + 37 s          |
| 6e | Francesco Romano      | Italie      | Palazzago-Pala Fenice Franchini | + 37 s          |
| 7e | Alessandro Fedeli     | Italie      | Colpack                         | + 37 s          |
| 8e | Paolo Baccio          | Italie      |                                 | + 37 s          |
| 9e | Giovanni Carboni      | Italie      | Colpack                         | + 37 s          |
| 10e | Lorenzo Fortunato     | Italie      | Hopplà-Petroli Firenze          | + 37 s          |